# 과테말라넓은발톱땃쥐
과테말라넓은발톱땃쥐(Cryptotis griseoventris)는 땃쥐과에 속하는 포유류의 일종이다. 멕시코 치아파스주와 과테말라에 알려져 있으며, 참나무와 소나무 그리고 전나무로 이루어진 산지 숲 그리고 이차림 등의에서 주로 발견된다. 주로 해발 2000m 이상에서 산다. 먹이로 곤충을 잡아먹는다. 서식 환경을 위협하는 가장 큰 요인은 산림 파괴와 서식지 파편화 등이며, 특히 치아파스 지역이 가장 위험하다. 이전에는 골드망넓은발톱땃쥐와 같은 종으로 간주했다.